# 龙池报春
龙池报春（学名：Primula lungchiensis）为报春花科报春花属下的一个种。

## 扩展阅读
- 維基物種上的相關：龙池报春